# Tujmazi
Tujmazi (oroszul és baskírul: Туймазы) város Baskíriában, az Oroszországi Föderációban, 145 kilométerre Ufától. Népessége 2010-ben 66 836 fő volt. 1912-ben alapították, amikor a vasutat kiépítették, 1960-ban kapott városi rangot. Ipari település, jelentősek a kőolaj- valamint földgázfeldolgozáshoz kapcsolódó iparágai, valamint a gépipara.

## Népesség
A népesség összetétele a 2002-es népszámlálás adatai szerint:
- tatárok: 44,6%
- baskírok: 25,3%
- oroszok: 27,7%
- egyéb nemzetiségek (csuvasok, marik, ukránok és mások)